# Mamba (конфеты)
Mamba (в русском языке читается так же, Мамба) — жевательные конфеты, впервые произведённые в Германии компанией August Storck. Впервые конфеты Mamba стали производиться в 1953-м году, в каждой упаковке насчитывалось шесть штук, однако большее распространение получили конфеты по 18 или 24 штуки в упаковке.

## Вкусы
Данные конфеты имеют фруктовые вкусы, узнать которые можно в зависимости от цвета обёртки каждой конфеты. На март 2017 года конфеты имеют вкус садовой земляники, апельсина, вишни, лимона, а также малины.
Конфеты со вкусом более кислых фруктов появились на рынке в 2007 году. А с 2009 года на европейском рынке стало можно и встретить конфеты со вкусом колы.